# Hipersuperfície

Hipersuperfície amb funció f(x,y)= 3x^2-y^2-9x+1

Hipersuperfície amb funció f(x,y)= -3/25x^2 + 1/25y^2

En geometria, una hipersuperfície és una generalització dels conceptes d'hiperpla, corba plana i superfície. Una hipersuperfície és una varietat o una varietat algebraica de dimensió n − 1, que està incrustada en un espai ambiental de dimensió n, generalment un espai euclidià, un espai afí o un espai projectiu. Les hipersuperfícies comparteixen, amb superfícies en un espai tridimensional, la propietat de ser definides per una única equació implícita, almenys localment (a prop de tots els punts) i de vegades globalment.
Una hipersuperfície en un espai (euclidià, afí o projectiu) de dimensió dos és una corba plana. En un espai de dimensió tres, és una superfície.
Per exemple, l'equació:
{\displaystyle x_{1}^{2}+x_{2}^{2}+\cdots +x_{n}^{2}-1=0}
defineix una hipersuperfície algebraica de dimensió n − 1 a l'espai euclidià de dimensió n. Aquesta hipersuperfície també és una varietat llisa i s'anomena hiperesfera o (n – 1) -esfera.
Una hipersuperfície que és una varietat llisa s'anomena hipersuperfície llisa.En Rn, una hipersuperfície llisa és orientable. Cada hipersuperfície llisa compacta connectada és un conjunt de nivells i separa R n en dos components connectats; això està relacionat amb el teorema de separació de Jordan i Brouwer.